# Vilzbach (Mainz)

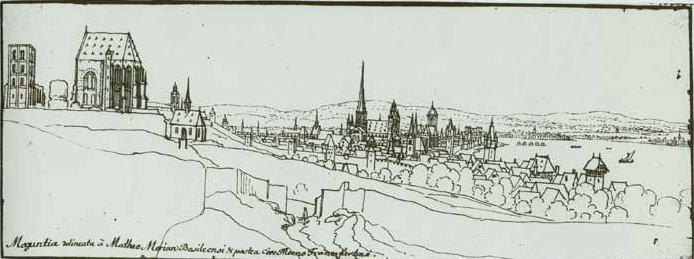
Mainz von Südosten aus gesehen (1631). Rechts unten Vilzbach mit dem Gitzturm, einem Teil der mittelalterlichen Befestigungsanlage. Links St. Alban und der Drususstein. Federzeichnung von Wenzel Hollar

Vilzbach war ein eigenständiges Dorf südlich von Mainz. Es wurde 1635 während des Dreißigjährigen Krieges von den schwedischen Besatzungstruppen bei Anrücken der kaiserlichen Belagerungstruppen zerstört. Es lag zwischen dem heutigen Bahnhof Mainz Römisches Theater (Südbahnhof) und dem heutigen Winterhafen.
Nach der Zerstörung des Dorfes und der Umsiedlung der Bewohner nach Mainz in den benachbarten Mainzer Stadtteil Selenhofen Mitte des 17. Jahrhunderts übernahm man für diesen Teil der Mainzer Altstadt ebenfalls die Bezeichnung Vilzbach.

## Namensableitung
Der Name Vilzbach stammt wahrscheinlich von dem Wiesbach, der von der Zitadelle Richtung Rhein herunterfloss. Aufgrund der langsamen Fließgeschwindigkeit wucherten Wasserpflanzen und „verfilzten“ zu einem Pflanzenteppich. Von dem Quellort in der Nähe der späteren Zitadelle floss er in Höhe der Einmündung Holzhofstraße/Rheinstraße in den Rhein. Am Unterlauf des Baches entstand im frühen Mittelalter (möglicherweise bereits in spätrömischer Zeit reichende) der außerhalb der Stadtgrenze von Mainz gelegene Ort Vilzbach.

## Geschichte
Bei archäologischen Grabungen am Standort des heutigen Cinestars (Neutorstraße) wurden Reste eines umfangreichen Siedlungskomplexes aus späteströmischer Zeit (teils nach 430/440) gefunden, die somit direkt unterhalb des verfallenden römischen Theaters lagen. Die Besiedlung dieser so genannten „Theatersiedlung“ setzt sich nahtlos in frühmerowingischer Zeit fort; die Grabungen ergaben eine intensive merowinger- und karolingerzeitliche Siedlungstätigkeit. Möglicherweise ist in dieser, außerhalb des spätrömischen Mauerrings gelegenen, frühmittelalterlichen Siedlung der Kern für das spätere Vilzbach zu sehen. Archäologisch gesichert ist jedenfalls, dass das südöstliche Vorfeld von Mainz, an dem sich im Lauf des Mittelalters die Siedlungen Selenhofen und Vilzbach herauskristallisieren, kontinuierlich in spätrömischer, merowinger- und karolingerzeitlicher Periode besiedelt war.
Das Dorf war im Mittelalter ursprünglich ein Teil der Herrschaft Weisenau-Hechtsheim. Das Lehen wurde aber seit 1215 unter verschiedene Personen aufgeteilt. Bereits als eigenständiges Dorf hatte Vilzbach das Recht, einen eigenen Weinmarkt abzuhalten. Pfarrkirche des Ortes war St. Nikolaus an der Steig, die vor 1100 entstand und zusammen mit dem Ort im 17. Jahrhundert verschwand.

## Eingemeindung

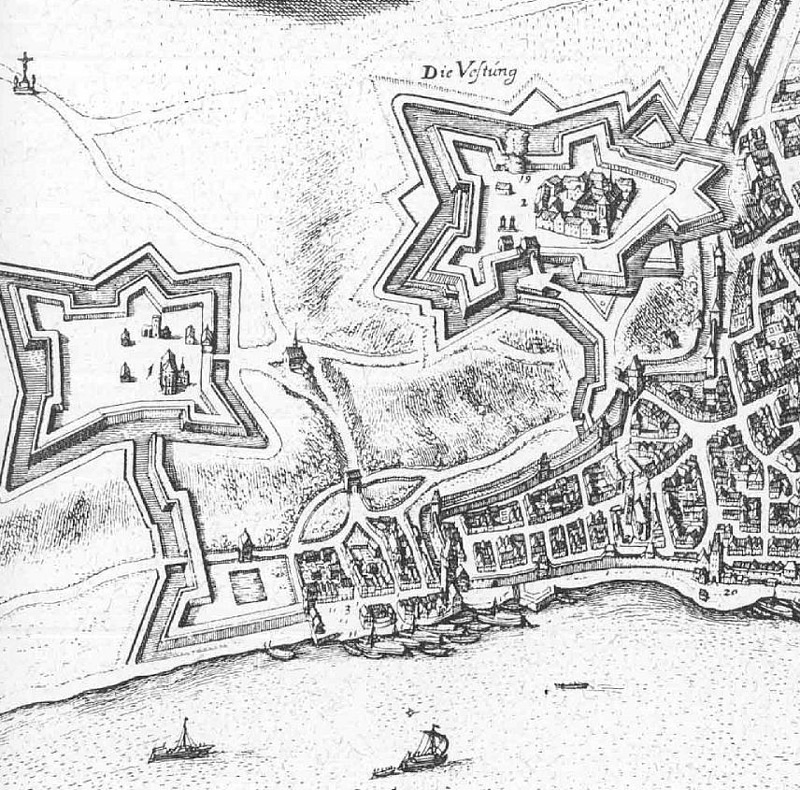
Ausschnitt aus der Merian'schen Stadtansicht von 1655. Vilzbach wird hier noch innerhalb der Befestigungen gezeigt und betitelt (3): Filtzbach so ietz gebrochen

Im Jahre 1294 genehmigte der Mainzer Erzbischof Gerhard II. von Eppstein den Verkauf dieses Lehens, samt dem dasigen Weinmarkt und aller Gerechtigkeit an die Stadt Mainz. Die Einwohner von Vilzbach wurden rechtlich den Mainzern gleichgestellt, so dass man von einer frühen „Eingemeindung“ nach Mainz sprechen kann (der zweiten nach Selenhofen). Anders als Selenhofen wurde Vilzbach aber vorerst nicht in den Stadtmauerring einbezogen. Dies änderte sich Ende des 14./Anfang des 15. Jahrhunderts. Der Vorort Vilzbach wurde nun als Vorwerk der ausgebauten Stadtbefestigung mit Mauern und zwei Türmen (dem so genannten Gitz- und Liedenturm) ausgebaut und in die Befestigungsanlage mit einbezogen.
Vilzbach besaß damals einen Hafen. An diesem Ort mussten die von Süden kommenden Schiffe im Rahmen des Stapelrechtes ihre Waren abladen und in Mainz zum Verkauf anbieten. Auch die Mainzer Schiffswerft befand sich hier. Viele der Bewohner Vilzbachs waren deshalb auch in der Zunft der Schiffer vertreten, auch ein Teil des Holzhandels fand hier vor den Toren von Mainz statt.
Der Vilzbacher Weinmarkt wurde im Rahmen der Neuordnung der Mainzer Jahresmessen (1748) in die Stadt und dort zwischen die beiden Kranen vor das damals neu gebaute Lagerhaus verlegt.

## Vernichtung und Umsiedlung im Dreißigjährigen Krieg
Im Dreißigjährigen Krieg befand sich Mainz zwischen 1631 und 1635 unter schwedischer Herrschaft. Kurz vor der Belagerung von Mainz durch kaiserliche Truppen im Jahre 1635 wurde Vilzbach von den Schweden aus strategischen Gründen niedergebrannt. Die Bewohner wurden angehalten, in das benachbarte Gebiet des alten Mainzer Stadtteils Selenhofen im heutigen Ignazviertel umzuziehen. Wohnraum war genug vorhanden, da die Mainzer Bevölkerung durch Krieg und Pest auf etwa die Hälfte zurückgegangen war. Nach dieser Umsiedlung übernahm man für das Stadtgebiet Selenhofen die neuere Bezeichnung Vilzbach, die danach bis in das 20. Jahrhundert gebräuchlich war.

## Die Vilzbach in der Neuzeit

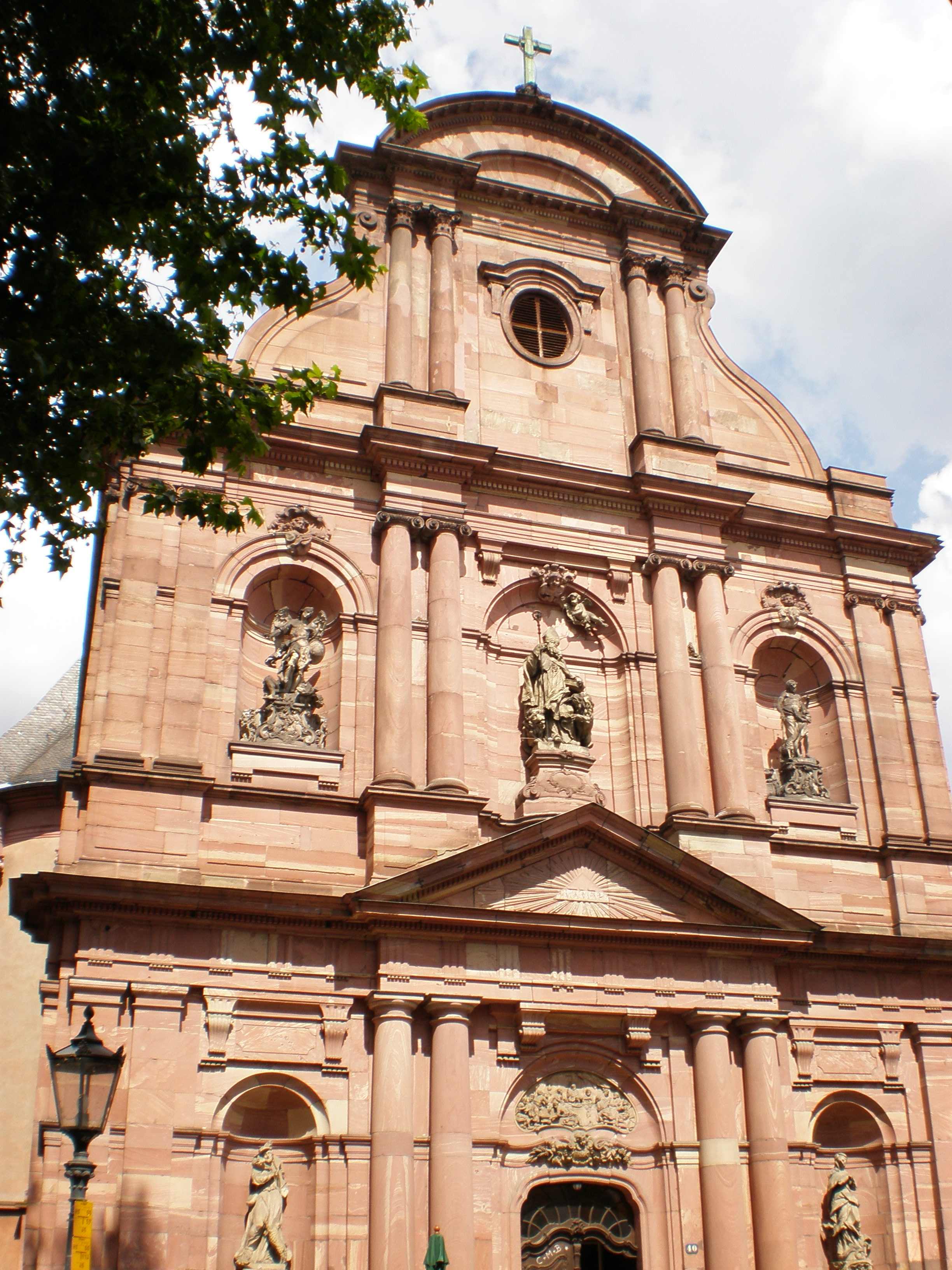
Kirche St. Ignaz

Das Stadtviertel war an der südwestlichen Stadtecke begrenzt durch die Befestigung rund um den Holzturm. Es zog sich östlich die heutige Holzstraße hinauf bis zum Graben und umfasste nach Süden hin das Gebiet rund um die heutige Kapuziner- und Neutorstraße. Als Synonym für den Stadtteil Vilzbach ist manchmal auch der Begriff Ignazviertel, benannt nach der dort befindlichen Kirche St. Ignaz, zu finden.
Vilzbach war Sitz der Schifferzunft, die mit ihren 50 Mitgliedern (zweite Hälfte 16. Jhd.) eine herausgehobene Rolle unter den Mainzer Zünften hatte. Seither und noch bis nach dem Zweiten Weltkrieg war „die Vilzbach“ das sprichwörtliche „Altmainzer Stadtviertel“. Im Zuge der Sanierung der Mainzer Altstadt südlich des Doms in den 1970er Jahren kam es allerdings zu umfangreichen Abriss- und Baumaßnahmen und damit einhergehend zu größeren Bevölkerungsverschiebungen, so dass heute kaum mehr alteingesessene Mainzer in diesem Viertel leben.
In der Mainzer Lokalgeschichte sind bis heute viele Traditionen des Viertels überliefert. Traditionsgemäß hielten sich die „Vilzbächer“ für die „wahren Mainzer“. Abweichungen des Vilzbacher Dialekts zum allgemeinen Mainzer Dialekt sind ebenfalls überliefert. An älteren Dorftraditionen festhaltend, wurde bis in die Zeit vor dem Zweiten Weltkrieg im Hochsommer eine „Vilzbächer Kerb“ gefeiert, wie dies sonst nur in ländlichen Gemeinden üblich ist. Mittelpunkt des Festes war das Hotel „Zum Schwarzen Bären“ in der Holzstraße, in dessen Hof ein Kerbebaum aufgestellt und geschmückt wurde.
Auch grenzte sich die Vilzbacher Bevölkerung klar von den sozial höhergestellten Bewohnern des Nachbarviertels, des so genannten „Schwarzen Viertels“ ab. Dies waren nach Auffassung einiger Autoren die Häuser in Domnähe, deren Bewohner teils zum Klerus, teils zu Bediensteten der Kirche in Mainz gehörten. Andere vermuten darin die Übelbeleumundeten aus der Hinteren Bleiche im Mainzer Bleichenviertel und anderen dunklen Gassen unmittelbar an der Stadtmauer. Bezeichnend für die Vilzbach und ihre Bewohner ist das so genannte Vilzbach-Lied, das der bekannte Mainzer Karnevalist, Autor von Mundart-Possen, aber auch Fachbuch-Autor und Begründer der Freiwilligen Feuerwehr Mainz, Carl Joseph Anton Weiser (1811–1865) Mitte des 19. Jahrhunderts in Mainz-Vilzbacher Dialekt reimte:
Die Vilzbach is des allerscheenste Verdel,
dort wohne starke Leit.
Des sin so kää, wie die vum Schwarze Verdel,
mer kennt se weit un breit.
....
In der Handschriftensammlung der Wissenschaftlichen Stadtbibliothek Mainz wurde erst 2019 die möglicherweise erste, autographe Überlieferung des Vilzbach-Lieds entdeckt und publiziert.